# خوان هینتون
خوان هینتون (انگلیسی: Joan Hinton؛ زاده ۲۰ اکتبر ۱۹۲۱ درگذشته ۸ ژوئن ۲۰۱۰) یک فیزیک‌دان اهل ایالات متحده آمریکا بود. 